# Вичидољ
Вичидољ (алб. Viçidol) је насељено место у општини Тропоја у округу Кукеш, Албанија. Према попису из 1989. године било је 659 становника.
Према османском попису из 1485. године за Алтин, В’чидол (Вичидољ) има 10 кућа.

## Познате личности
- Сали Бериша, некадашњи председник и премијер Албаније